# 石川亨
石川 亨（いしかわ とおる、1944年〈昭和19年〉9月10日 - ）は、日本の海上自衛官。主として対潜哨戒機の戦術航空士として、航空隊等に勤務。第25代海上幕僚長を経て、第25代統合幕僚会議議長。埼玉県加須市出身。

## 略歴
- 1963年（昭和38年）3月：埼玉県立浦和高等学校卒業
- 1967年（昭和42年）3月：防衛大学校卒業（第11期）、海上自衛隊入隊
- 1982年（昭和57年）1月：2等海佐
- 1986年（昭和61年）7月：1等海佐、米国海軍大学指揮課程留学
- 1987年（昭和62年）8月1日：海上自衛隊幹部学校教官兼研究部員
- 1988年（昭和63年）3月16日：海上幕僚監部防衛部防衛課分析室長
- 1989年（平成元年）11月24日：第6航空隊司令
- 1991年（平成03年）
  - 3月20日：海上幕僚監部防衛部
  - 7月1日：海上幕僚監部防衛部防衛課長
- 1992年（平成04年）6月16日：海将補に昇任
- 1993年（平成05年）4月1日：第1航空群司令
- 1995年（平成07年）6月30日：海上幕僚監部防衛部長
- 1997年（平成09年）7月1日：海将に昇任、教育航空集団司令官に就任
- 1999年（平成11年）7月9日：第32代佐世保地方総監に就任
- 2001年（平成13年）3月27日：第25代海上幕僚長に就任
- 2003年（平成15年）1月28日：第25代統合幕僚会議議長に就任
- 2004年（平成16年）8月30日：退官
- 2015年（平成27年）11月3日：瑞宝大綬章受章[1]

退職後の役職
- 日本電信電話株式会社（NTT）特別参与
- 防衛省顧問（2009年7月まで）

## 栄典
- 瑞宝大綬章-  2015年（平成27年）11月3日